# Aeroitalia Regional
Aeroitalia Regional ist eine rumänische Fluggesellschaft mit Sitz in Otopeni im Kreis Ilfov und Basis am Flughafen Bukarest Henri Coandă.

## Geschichte

### Air Connect
Air Connect wurde 2021 von fünf privaten Investoren gegründet, mit dem Ziel den regionalen Markt des Landes zu bedienen. Die Fluggesellschaft startete am 27. März 2023 mit ihrem ersten Linienflug von Bukarest nach Baia Mare. Neben Zielen in Rumänien werden aber auch Wien und Ziele in Italien angeflogen. Im Oktober 2023 stellte die Gesellschaft die Linienflüge über den Winter ein, will aber im März 2024 wieder starten. Die beiden Flugzeuge (YR-ACA und YR-ACB) fliegen seit Oktober im Wet-Lease für Aeroitalia.
Im November 2023 übernahm die italienische Fluggesellschaft Aeroitalia das Unternehmen.

### Aeroitalia Regional
Im April 2024 wurde Air Connect in Aeroitalia Regional umbenannt. Im Dezember 2024 wurde bekannt, dass Aeroitalia seine Tochtergesellschaft Aeroitalia Regional an die neue sizilianische Fluggesellschaft Aerolinee Siciliane verkauft.

## Flugziele
Die Fluggesellschaft operiert für Aeroitalia alle Flüge, die mit den ATR 72-600 und den Boeing 737-400 betrieben werden. Das wären z. B. alle Flüge vom Flughafen Perugia aus, denn diese werden mit dem ATR 72 bedient. Auch viele Flüge nach Rumänien (Bacau, Bukarest), die mit der Boeing 737-400 ausgeführt werden, werden von Aeroitalia Regional bedient.

## Flotte
Mit Stand November 2024 besteht die Flotte von Aeroitalia Regional aus zwei Flugzeugen mit einem Durchschnittsalter von 33,3 Jahren.
| Flugzeugtyp    | Anzahl | bestellt | Anmerkungen                                                                       | Sitzplätze |
| -------------- | ------ | -------- | --------------------------------------------------------------------------------- | ---------- |
| Boeing 737-400 | 2      |          | betrieben für Aeroitalia; geleast von der maltesischen Fluggesellschaft 4 Airways | 168/170    |
| Gesamt         | 2      |          |                                                                                   |            |